# Волпи, Джон Энтони
Джон Энтони Волпи (англ. John Anthony Volpe; 8 декабря 1908, Уэйкфилд, штат Массачусетс, США — 11 ноября 1994, Нахант, штат Массачусетс, США) — американский государственный деятель, министр транспорта США (1969—1973).

## Биография
Вырос в семье итальянских эмигрантов из Абруцци, обосновавшихся в штате Массачусетс. Его отец занимался строительным бизнесом. Окончил Вентвортский технологический институт в Бостоне, специализировался на архитектурном строительстве. В 1930 г. основал собственную компанию. Во время Второй мировой войны служил в качестве обучающего офицера инженерно-строительного батальона Seabees ВМС США.
В 1953 г. был назначен комиссаром по делам государственной службы штата Массачусетс. В 1956 г. президент Дуайт Д. Эйзенхауэр назначил его на должность главы Федерального управления шоссейных дорог, агентства в ведении Министерства транспорта, ответственного за транспортное сообщение на автомобильных дорогах.
В качестве кандидата Республиканской партии, он был избран в конце 1960 г. на пост губернатора штата Массачусетс. Однако в 1962 г. потерпел поражение от демократа Эндикотт Пибоди. В 1966 гг. был избран на первый четырехлетний срок в истории Массачусетса, победив бывшего генерального прокурора штата Массачусетс Эдварда Дж. Маккормака-младшего. На этом посту добился законодательного уменьшения расовых барьеров в области образования. Он реорганизовал работу государственных школьных советов, либерализовал законы о контроле над рождаемостью и способствовал строительству социального жилья для семей с низкими доходами. Кроме того, ему удалось увеличить государственные доходы за счет повышения налога с продаж до трех процентов. С 1967 по 1968 гг. он занимал пост президента Национальной ассоциации губернаторов.
В 1968 г. рассматривался в качестве возможного кандидата от республиканцев на пост президента США, но не получил поддержки делегатов на съезде Республиканской партии. Широко распространено мнение, что он надеялся на выдвижение его кандидатуры на пост вице-президента.
После избрания Ричарда Никсона на пост президента был назначен министром транспорта Соединенных Штатов, которое возглавлял с 1969 по 1973 гг. В этот периода начала работу общенациональная железнодорожная кампания Amtrak. В 1970 г. был награжден премией «За отличную службу».
С 1973 по 1977 гг. занимал должность посла США в Италии.
После его смерти в 1994 г. в его честь были названы транспортный центр в Кембридже (Массачусетс) и библиотека средней школы Wakefield High School Уэйкфилда.